# Фред Астер
Фред Астѐр (на английски: Fred Astaire, истинско име Фредерик Аустерлиц, на английски: Frederick Austerlitz) е американски актьор, танцьор, певец, шоумен, сред най-великите майстори в музикалния и танцувален жанр в американското кино. 
Неговата театрална и кинокариера обхваща период от 76 години, в течение на които се снима в 31 музикални филма. Неговото име най-често се свързва с Джинджър Роджърс, с която се снимат в 10 филма, преобърнали представата за жанра на музикалната комедия.
Балетистите Баланчин и Нуриев го наричат най-великия танцьор на ХХ век. Освен това Астер е считан за танцьор, оказал най-голямо влияние на жанра мюзикъл и по-точно, в киното и телевизията. От 1960 г. има звезда на Холивудската алея на славата. През 1999 година Американският филмов институт включва Астер под Номер-5 в класацията на най-големите мъжки звезди на класическото Холивудско кино.

## Биография
Фредерик Аустерлиц е роден на 10 май 1899 г. в Омаха, Небраска.
Баща му е австрийски емигрант в САЩ, изповядващ католицизма. Неговата майка е лютеранка, родена в Америка, но също е от имигрантско потекло. Астер е псевдоним, взет от Фред и неговата сестра Адел за техните изпълнения във водевили в 1905 г. Семейната легенда свързва това име с някакъв техен прадядо, когото май наричали Л'Астер. Техните успехи във водевила се движили с променлив успех и прекъсвания, докато не попаднали на сцените на Бродуей с пиесата Over The Top в 1917 г. През 1917 г. Астер се запознава с Джордж Гершуин, което поставя началото на дълготрайната им дружба, оказала влияние на кариерата на двамата артисти.
През 1920-те години Фред и Адел се появяват на сцените на Бродуей и Лондон в спектакли като: Lady Be Good, Funny Faces, The Band Vagon, като получават признанието на публиката от двете страни на океана. Тяхната творческа двойка се разпада през 1932 г., когато Адел се омъжва за първия си мъж – лорд Чарлс Кавендиш, син на херцога на Девъншър. Фред продължава своята успешна кариера по сцените на Бродуей и Лондон в Gay Divorce (Веселият развод) и започва да отправя поглед към „Меката“ на киното – Холивуд.
Холивудският фолклор разказва за първия отчет от пробите на Астер така: „Не може да пее. Не може да играе. Плешив. Може малко да танцува.“. Продуцентът на Фред Астер и Джинджър Роджърс заявява, че никога не е чувал за такива оценки, и че те са се появили много по късно. В интервю за АВС, проведено през 1980 г. от журналистката Барбара Уолтърс, Астер казва, че всъщност в отчета се говори: „Не може да играе. Малко плешив. Танцува.“ Макар че пробите се оказват неуспешни, в 1933 г. е филмовият му дебют в успешната лента „Танцуващата дама“, където той играе самия себе си заедно с Джоуан Крофорд.
Почива на 22 юни 1987 г.

## Филмография
- Dancing Lady (1933)
- Flying Down to Rio (1933)
- The Gay Divorcee (1934)
- Roberta (1935)
- Цилиндър (Top Hat) (1935)
- Последвай яхтата (Follow the Fleet) (1936)
- Време за суинг (Swing Time) (1936)
- Ще танцуваме ли (Shall We Dance) (1937)
- A Damsel in Distress (1937)
- Carefree (1938)
- The Story of Vernon and Irene Castle (1939)
- Broadway Melody of 1940 (1940)
- Second Chorus (1940)
- You'll Never Get Rich (1941)
- Holiday Inn (1942)
- You Were Never Lovelier (1942)
- The Sky's the Limit (1943)
- Йоланда и крадеца (1945)
- Ziegfeld Follies (1946)
- Blue Skies (1946)
- Великденски парад (Easter Parade) (1948)
- Любов на Бродуей (The Barkleys of Broadway) (1949)
- Three Little Words (1950)
- Let's Dance (1950)
- Кралска сватба (1951)
- The Belle of New York (1952)
- Ритъмът на Бродуей (1953)
- Daddy Long Legs (1955)
- Клоунско лице (1957)
- Копринени чорапи (1957)
- На брега (1959)
- The Pleasure of His Company (1961)
- The Notorious Landlady (1962)
- Дъгата на Финиън (1968)
- Midas Run (1969)
- Just One More Time (1974) (късометражен)
- That's Entertainment! (1974) (разказвач)
- The Towering Inferno (1974)
- The Lion Roars Again (1975) (късометражен)
- That's Entertainment, Part II (1976) (разказвач)
- The Amazing Dobermans (1976)
- The Purple Taxi (1977)
- Ghost Story (1981)
- George Stevens: A Filmmaker's Journey (1985) (документален филм)